# Sukkerindustri
Sukkerindustri betegner produktion, raffinering, marketing og salg af sukker (hovedsageligt sukrose og fruktose). Globalt bliver omkring 80 % af alt sukker udvundet fra sukkerrør, der hovedsageligt bliver dyrket i troperne, og omkring 20 % fra sukkerroer, der hovedsageligt bliver dyrket i Europa og Nordamerika.
Sukker bruges i sodavand, sødede drikkevarer, convenience foods, fast food, slik, konfekture, bagværk, og andre sødede fødevarer. Sukkerrør bruges også til at destilleret rom.
Adskillige lande giver økonomisk støtte til sukker. Globalt blev der produceret omkring 185 mio. ton sukker på verdensplan i 2018, hvoraf Indien var den største producent med 35,9 mio. ton, efterfulgt af Brasilien og Thailand. Der findes mere end 120 lande der producerer sukker, men kun omkring 30 % af det producerede sukker bliver handlet på det internatoionale markeder.
Danmark har haft sukkerprodukttion siden 1872, hvor Højbygaard Sukkerfabrik stod færdig. Produktionen har særligt været forbundet med Lolland-Falster.

## Største producenter
De 10 største firmaer inden for sukkerindustrien, målt på produktion i 2010, var:
| Rang | Firma                         | 2010/11 Produktion [Mt] | Land           |
| ---- | ----------------------------- | ----------------------- | -------------- |
| 1.   | Südzucker AG                  | 4.2                     | Tyskland       |
| 2.   | Cosan SA Industria & Comercio | 4.1                     | Brasilien      |
| 3.   | British Sugar Plc             | 3.9                     | Storbritannien |
| 4.   | Tereos Internacional SA       | 3.6                     | Frankrig       |
| 5.   | Mitr Phol Sugar Corp.         | 2.7                     | Thailand       |
| 6.   | Nordzucker Gmbh & Co KG       | 2.5                     | Tyskland       |
| 7.   | Louis Dreyfus                 | 1.8                     | Holland        |
| 8.   | Wilmar International Ltd.     | 1.5                     | Singapore      |
| 9.   | Thai Roong Ruang Sugar Group  | 1.5                     | Thailand       |
| 10.  | Turkiye Seker Fabrikalari     | 1.34                    | Tyrkiet        |